# Allogny
Allogny ist eine französische Gemeinde mit 1.130 Einwohnern (Stand: 1. Januar 2022) im Département Cher in der Region Centre-Val de Loire. Sie gehört zum  Arrondissement Bourges und zum Kanton Saint-Martin-d’Auxigny. Die Einwohner werden Allognois genannt.

## Geographie
Allogny liegt etwa 16 Kilometer nordnordwestlich von Bourges in der Sologne. Umgeben wird Allogny von den Nachbargemeinden Neuvy-sur-Barangeon im Norden, Méry-ès-Bois im Norden und Nordosten, Saint-Martin-d’Auxigny im Osten, Saint-Éloy-de-Gy im Süden, Allouis im Südwesten, Saint-Laurent im Westen sowie Vouzeron im Westen und Nordwesten.

## Bevölkerungsentwicklung
| Jahr                      | 1962 | 1968 | 1975 | 1982 | 1990 | 1999 | 2006 | 2013 |
| Einwohner                 | 544  | 534  | 623  | 765  | 916  | 896  | 986  | 1025 |
| Quelle: Cassini und INSEE |      |      |      |      |      |      |      |      |

## Sehenswürdigkeiten
- Kirche Saint-Sulpice aus dem 13. Jahrhundert
- Herrenhaus von Beauchêne aus dem 17. Jahrhundert
- Reste einer Turmhügelburg